# Ermita de San Isidro Labrador (Triquivijate)
La ermita de San Isidro Labrador es un edificio situado en la localidad española de Triquivijate, en la provincia de Las Palmas.

## Descripción
El edificio se encuentra en la localidad española de Triquivijate, del municipio de Antigua, perteneciente a la provincia de Las Palmas, en la comunidad autónoma de Canarias. Se menciona en el decimoquinto volumen del Diccionario geográfico-estadístico-histórico de España y sus posesiones de Ultramar de Pascual Madoz, en la entrada correspondiente a Triquivijate, donde aparece descrita con las siguientes palabras: «Tiene una ermita bajo la advocacion de San Isidro, en la que se dice misa los dias festivos á espensas del vecind.».